# St. Vitus (Zottelstedt)

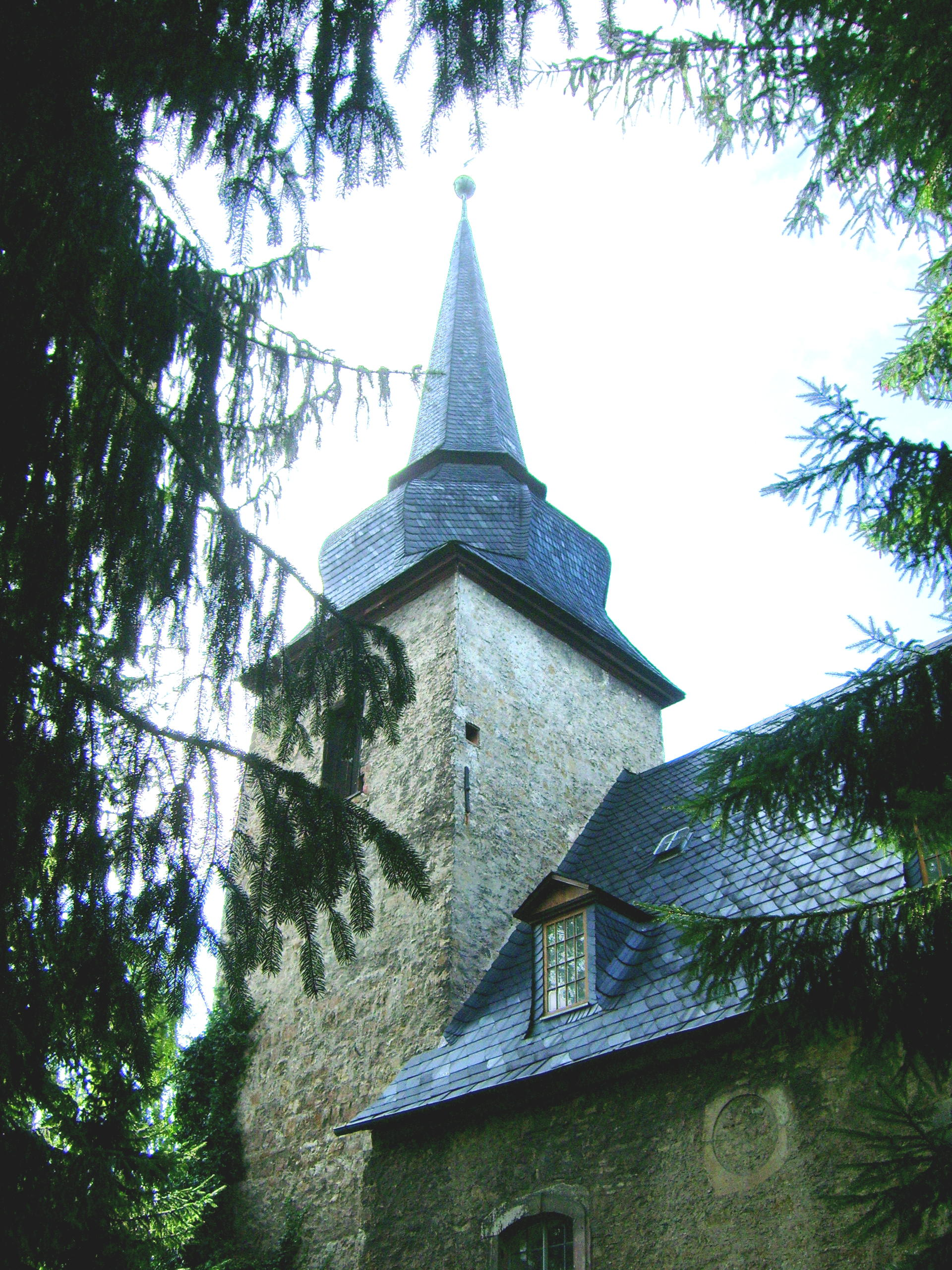
Kirche zwischen Bäumen

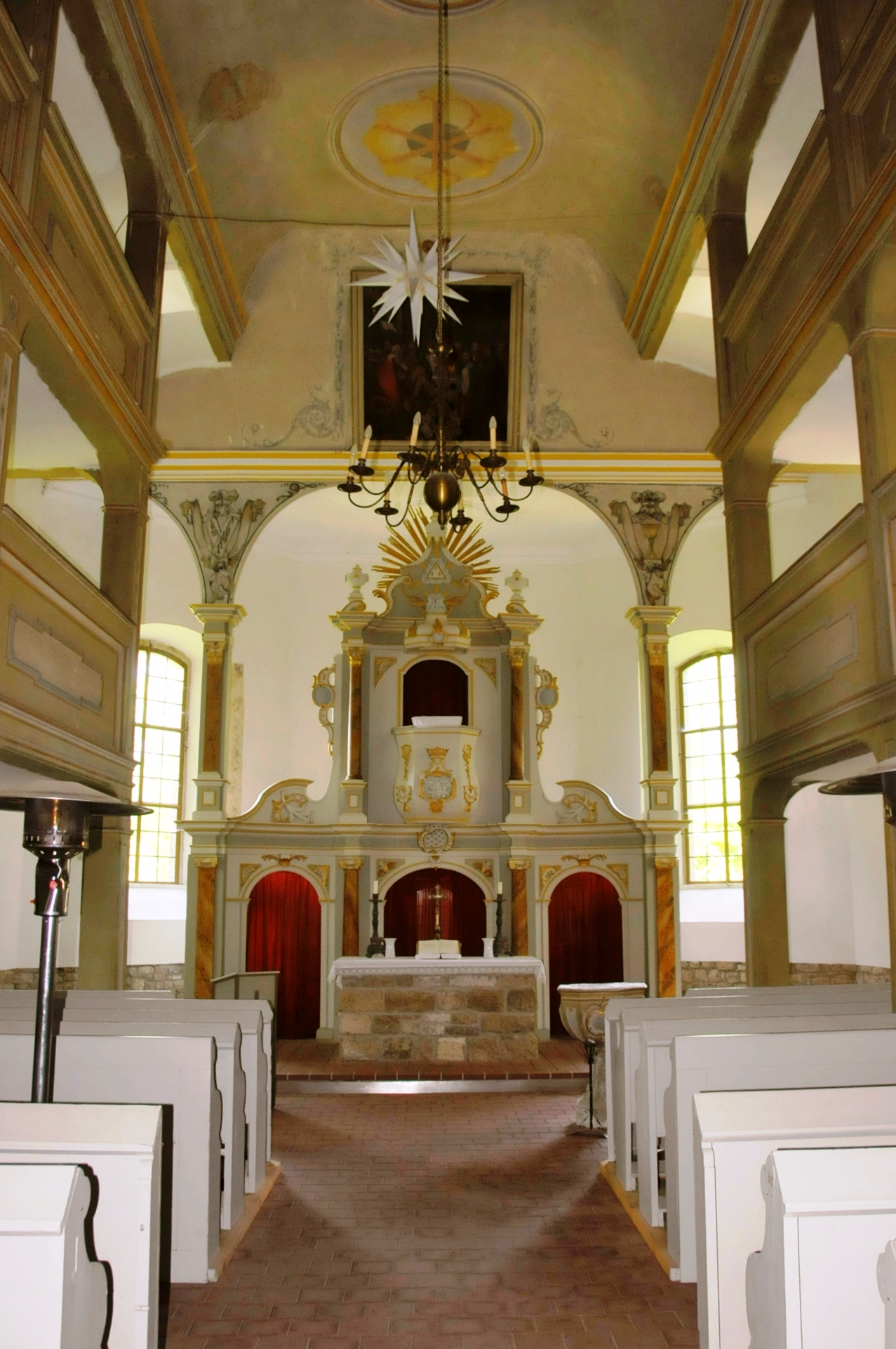
Drei Schiffe, drei Raumhöhen

Die evangelische Dorfkirche St. Vitus steht im Ortsteil Zottelstedt der Stadt Apolda im Landkreis Weimarer Land in Thüringen.

## Geschichte
Eine Dorfkirche ließ 1210 Markgraf Dietrich von Meißen als romanische Kirche errichten. Der Westturm stammt aus dem 14. Jahrhundert. Das Gotteshaus besaß einen historischen Altar, hatte Deckenmalerei und eine Orgel aus dem 17. Jahrhundert.

## Architektur
Die heutige Dorfkirche stammt aus dem 18. Jahrhundert und wurde auf der Vorgängerkirche aufgebaut. In dieser Zeit sind auch der Altar, die beiden Emporen und die Orgel entstanden. Auch der Taufstein ist aus dieser Zeit.
Das Kirchenschiff und der Turm sind heute mit Schiefer gedeckt. Das Dach des Kirchenschiffs besitzt rechts und links jeweils drei Gauben. Das Schiff hat zudem Rundbogenfenster in den Wänden. Der spitze etagenmäßige Turm besitzt eine Turmknopf.
Der Kirchenraum ist durch Pfeiler und unterschiedliche Deckenhöhen gegliedert. Zwei Reihen von Pfeilern mit kurzen Kopfbügen stützen die zweigeschossigen Emporen in den Seitenschiffen und die steilen Flanken des Spiegelgewölbes über dem Mittelschiff. Die Seitenschiffe sind mit Halbtonnen gedeckt, die vollständig unterhalb des Mittelschiffsgewölbes liegen. Damit ist St. Vitus sowohl eine Emporenhalle als auch eine Pseudobasilika. Die halbrunde Ostpartie reicht nur bis in Bodenhöhe der oberen Emporen. Der sich dadurch ergebende raumseitige Ostgiebel des Langhauses wird von zwei Holzpfeilern getragen, die seitlich an die Fassade des hier ädikulahaft gestalteten Kanzelaltars anschließen und in 90°-Bögen übergehen. Diese Pfeiler zu beiden Seiten des Altars stehen in gerader Verlängerung der Grenzen zwischen Mittelschiff und Seitenschiffen. Die Emporenbrüstungen sind kassettiert, habe aber nur eine sparsame Farbfassung. Die Pfeiler neben dem Altar und die Säulen des Altars sind mit einer Marmorierung bemalt und mit barocken Kapitellen versehen. Der Innengiebel über dem Altar ist mit einem gerahmten Gemälde geschmückt. Die Spiegeldecke weist eine dezente Bemalung auf. Die Halbtonnen über den Seitenschiffen und dem Chorschluss sind schlicht weiß, ebenso die Unterseiten der Emporen.

## Erhaltung und Erforschung
In den letzten Jahren erfolgten umfangreiche Sanierungsarbeiten, bei denen ein Fußbodenausschnitt (in der Nordostecke des Kirchenschiffes) und eine Ausmalung der Kirchenwand aus der Renaissance (an der Südwestecke der Kirchenwand) zutage traten. Der Taufstein und ein Epitaph von 1733 sowie der Opferstock aus dem 17. Jahrhundert sind weitgehend im Originalzustand erhaltene, sehenswerte Einrichtungsgegenstände. Auch die Deckenbemalung der Tonnendecke ist weitgehend erhalten.
Über dem Eingang an der Nordseite des Glockenturms findet man drei Sandsteinplatten mit Reliefs aus der Zeit um 1580, von denen zwei den Söhnen des Weimarer Herzogs Wilhelm zugeordnet werden können: Eine ist dem 1562 geborenen Friedrich Wilhelm (1562–1602) gewidmet, die andere dem 1570 geborenen Johann (1570–1605).

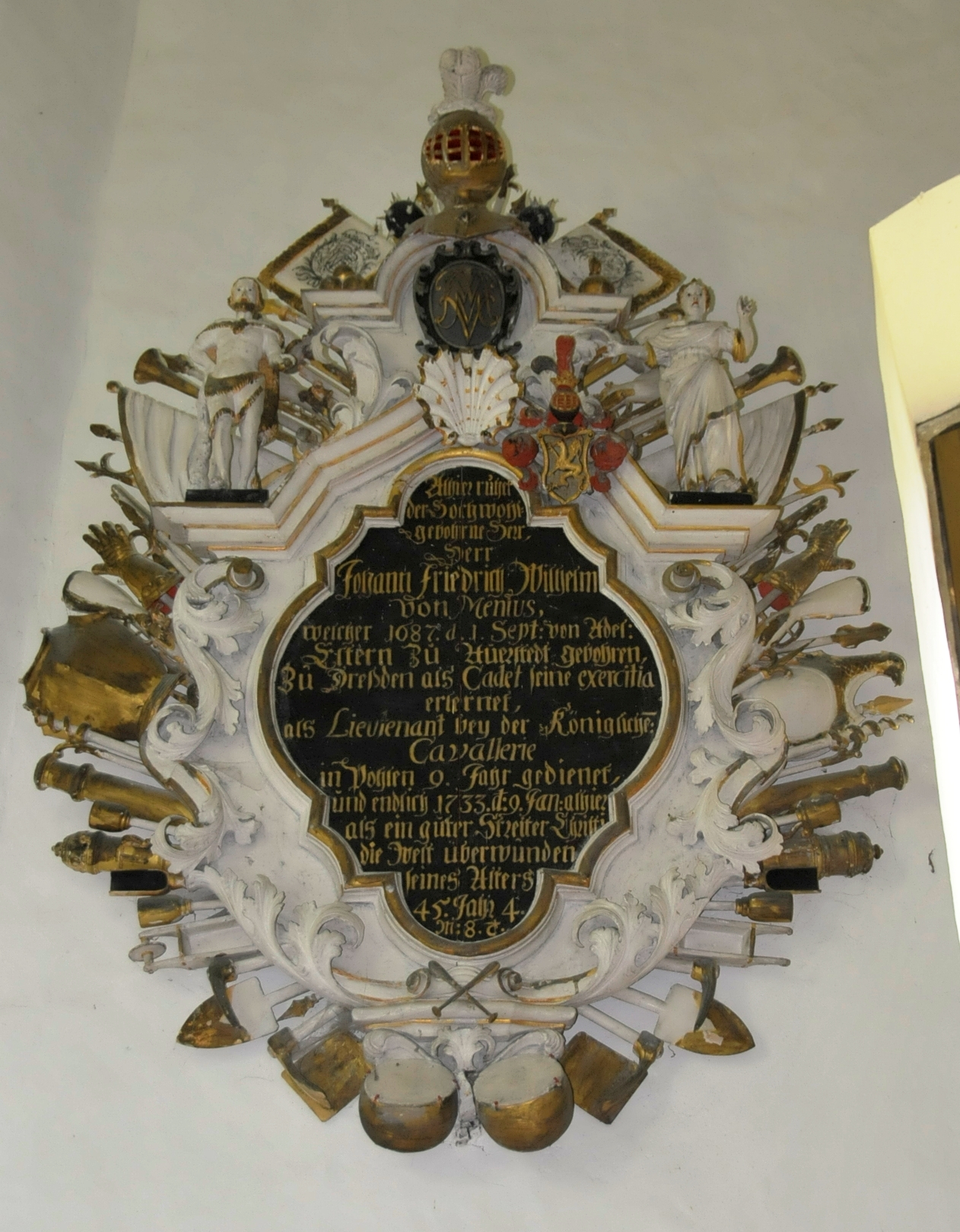
Epitaph von 1733
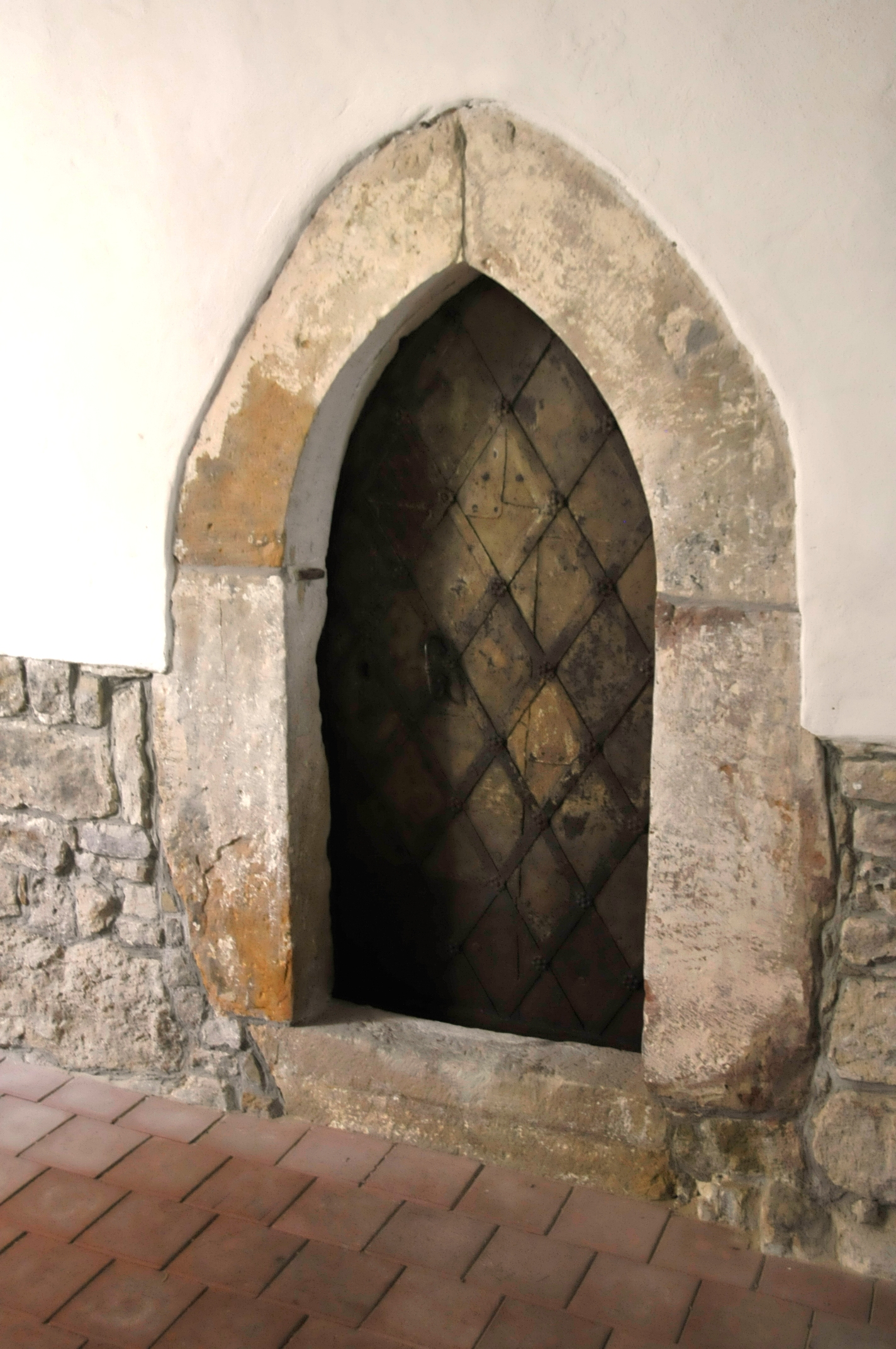
Eingangstür zum Turmzimmer
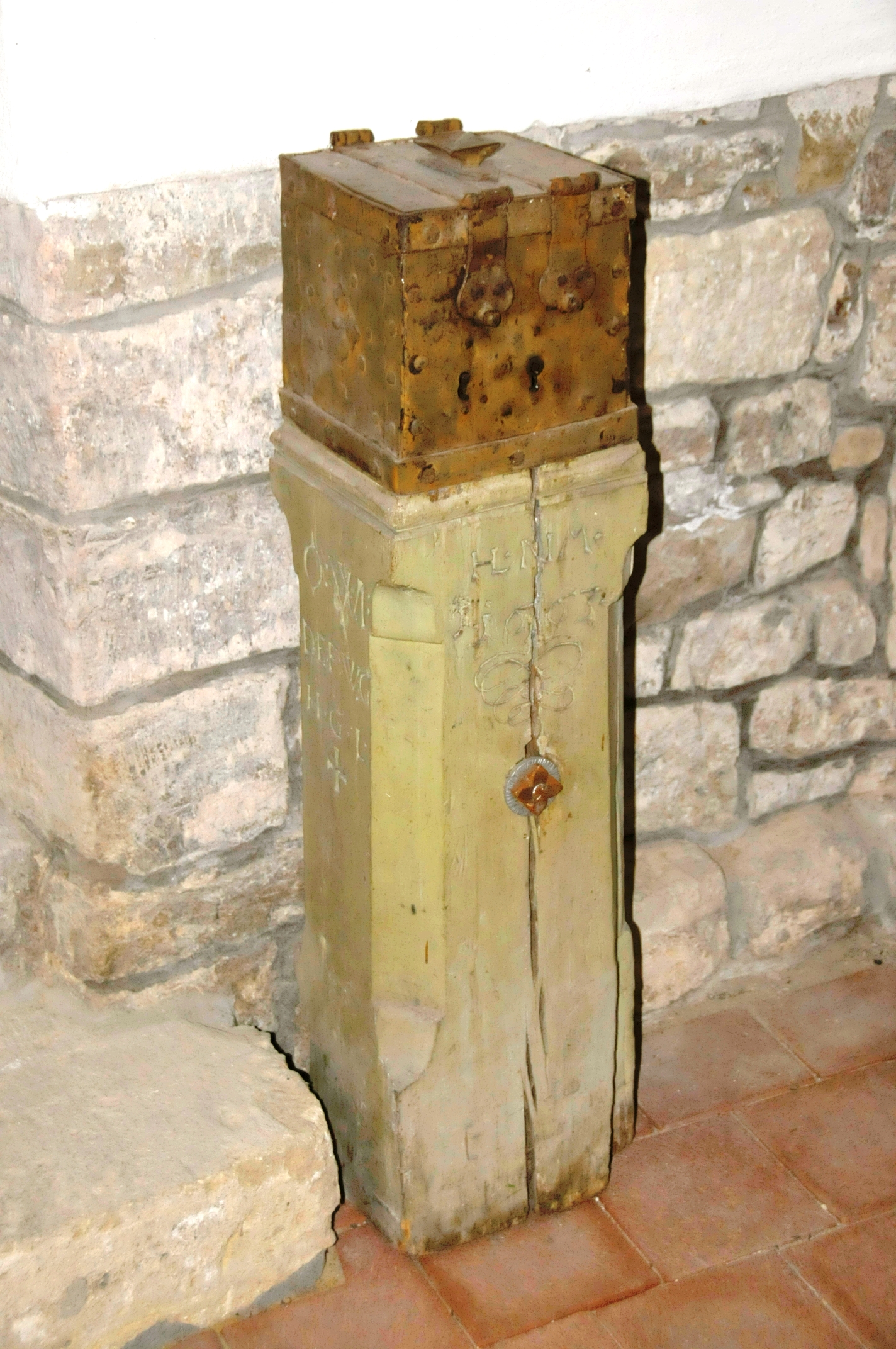
Opferstock
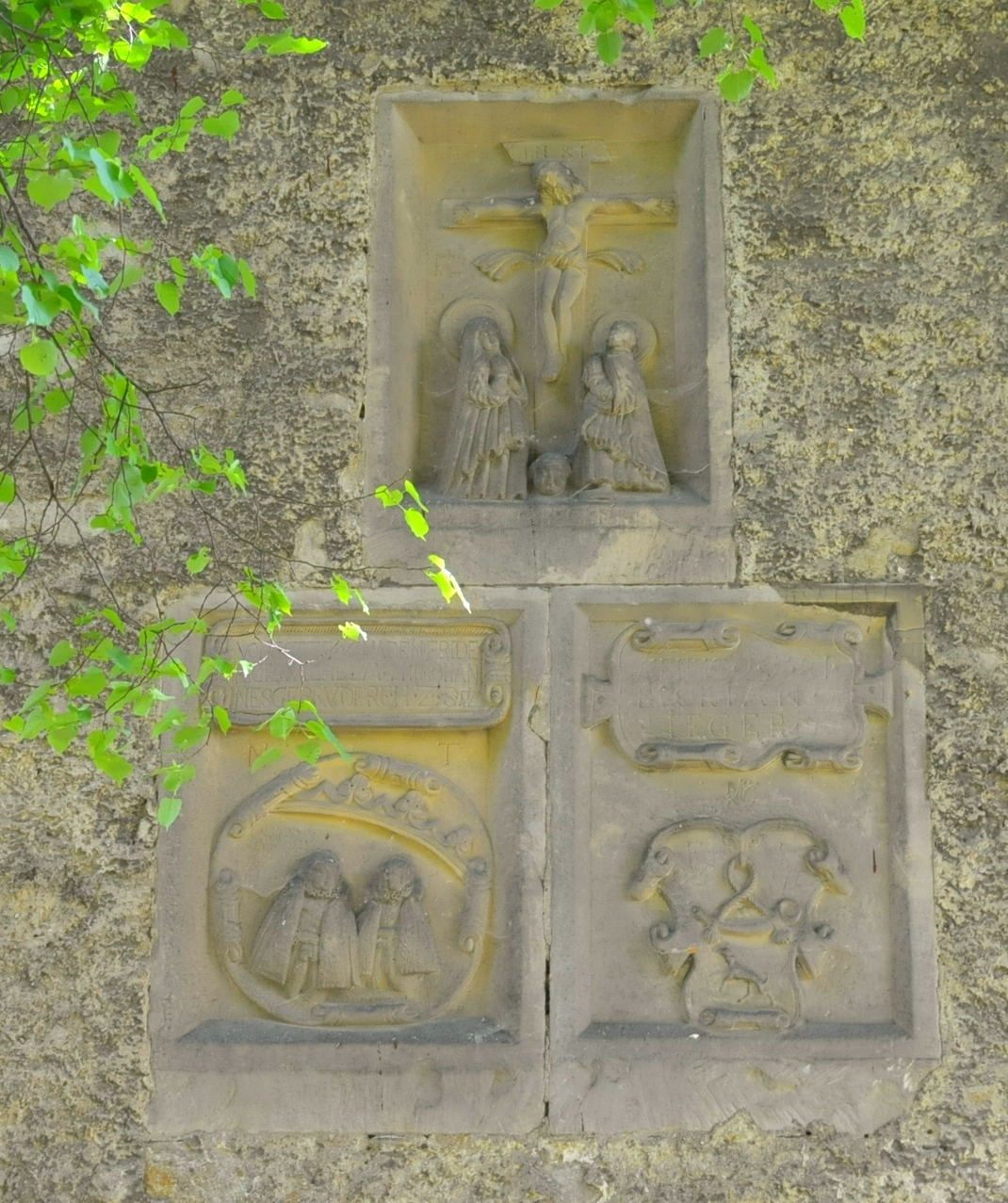
Reliefplatten über dem Eingangsportal
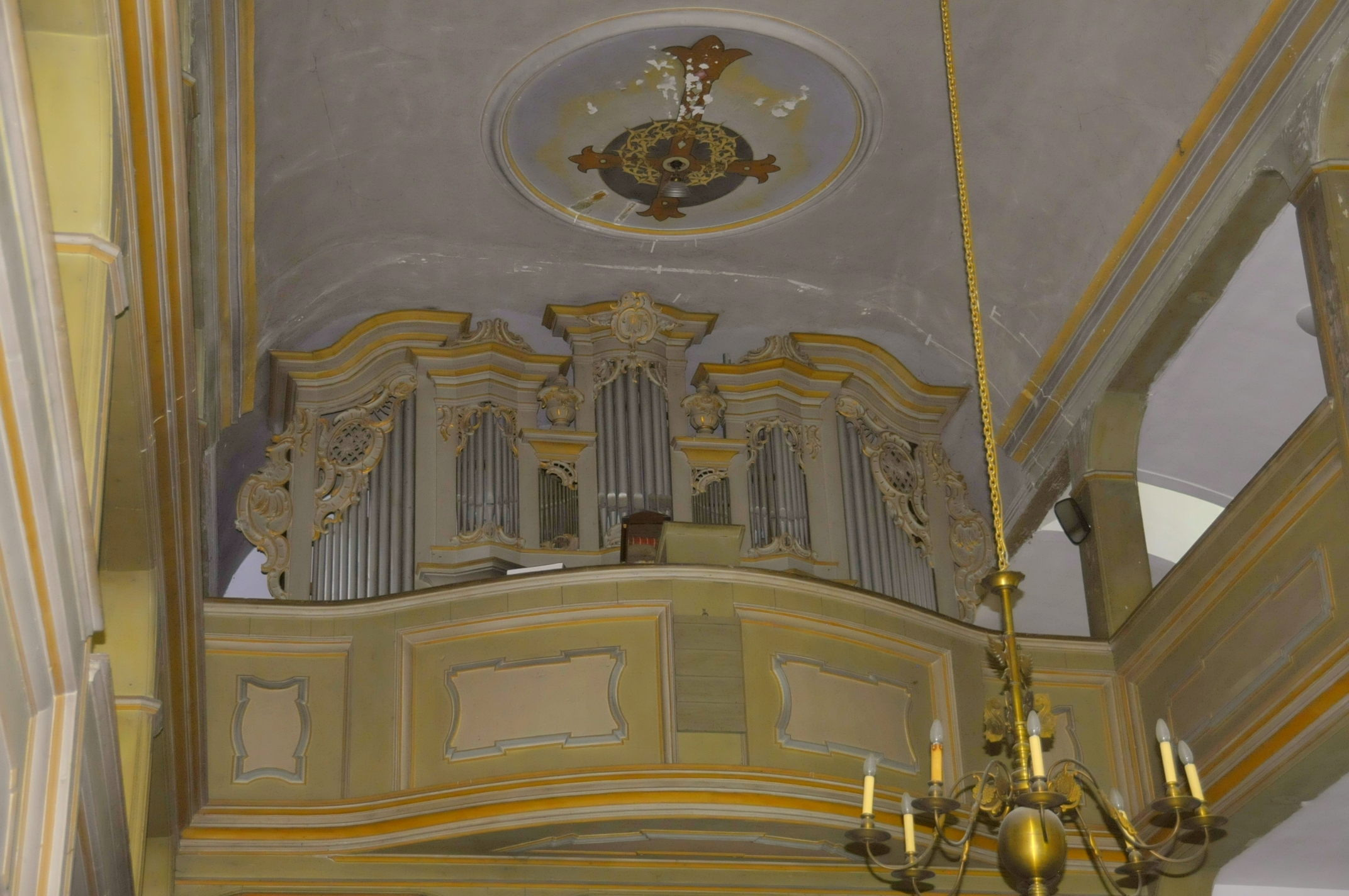
Orgel

## Glocken
Die Kirche verfügt über drei Eisenhartgussglocken, die alle aus dem Morgenröther Hammerwerk von Schilling & Lattermann stammen. Die größte ist die f'-Glocke (349,228 Hz) mit einem Durchmesser von 1445 mm und einem Gewicht von 1286 kg. Die mittlere hat den Schlagton a' (440 Hz) und bei einem Durchmesser von 1130 mm ein Gewicht von 680 kg. Die kleinste Glocke ertönt im c' (261,6 Hz) und wiegt 356 kg bei einem Durchmesser von 935 mm.